# Carabus clathratus
Carabus clathratus es una especie de coleóptero adéfago de la familia Carabidae. Habita en Europa y Asia al norte hasta el Círculo polar. Ha sido observado, mayormente, en Europa Central y Este de Europa. Vive en zonas húmedas como marismas , pantanos y marismas salinas. 